# Edmond Hamilton
Pour les articles homonymes, voir Hamilton.
Œuvres principales
- Les Rois des étoiles
- Série Capitaine Futur

Edmond Moore Hamilton, né le 21 octobre 1904 et mort le 1er février 1977  est un écrivain de science-fiction américain. Il a épousé la romancière et scénariste Leigh Brackett en 1946.

## Biographie
La première nouvelle d'Edmond Hamilton, Le Dieu monstrueux de Mamurth (The Monster-God of Mamurth), est éditée en 1926. Il écrit par la suite sous divers pseudonymes, dont celui de Brett Sterling.
À partir du milieu des années 1940, il participe à l'écriture de Superman pour l'éditeur DC Comics. Superman Under the Red Sun, paru en 1963 dans le 300e numéro du journal Action Comics, est l'un de ses scénarios les plus célèbres. On y trouve de nombreux éléments de sa nouvelle Ville sous globe (The City At World's End), écrite en 1951.
Il est l'un des fondateurs du space opera avec E.E. « Doc » Smith. Ce sous-genre de la science-fiction est popularisé à partir des années 1940 par, entre autres, sa série de romans et nouvelles Capitaine Futur. Celle-ci fait l'objet d'une adaptation en série animée par Toei Animation à la fin des années 1970. Elle est diffusée en France sous le titre Capitaine Flam.

## Thèmes récurrents
L'échange d'esprit ou les manipulations mentales sont des thèmes que l'on trouve très souvent dans son œuvre. Ainsi, dans Les Rois des étoiles (The Star Kings), son personnage de savant Zarth Arn échange son esprit avec un comptable new-yorkais, John Gordon. Propulsant ce dernier dans le corps du savant à travers le temps et l'espace, il se retrouve sur Terre mais dans un lointain futur. Il est alors mêlé à une intrigue où tous les ingrédients du space opera sont présents : cité impériale stellaire, souverain, princesse, amour caché, combats spatiaux, intrigue politique, etc. On retrouve ces échanges d'esprits dans quelques épisodes de Capitaine Futur ainsi que dans le roman La Vallée magique.
Les descriptions pseudo-scientifiques sont très détaillées : la science-fiction par essence regorge de machines ou d'armes toutes plus ou moins extraordinaires. Le style utilisé par Edmond Hamilton est caractéristique car ces machines servent de ressort narratif. Dans Les Rois des étoiles, l'utilisation et la description d'une arme nommée « le disrupteur » est d'une précision rarement atteinte en science-fiction. Un autre exemple caractéristique est la machine à échanger les esprits à travers le temps du savant Zarth Arn.
Malgré leurs nombreuses péripéties, ses œuvres n'ont jamais été portées à l'écran en tant que telles. En revanche, elles ont inspiré les premiers films de space opera.

## Œuvres

### SérieLes Loups des étoiles
Première parution de l'intégrale en France chez OPTA, coll. Club du livre d'anticipation no 31 en 1971. Réédité chez Denoël, coll. Lunes d'encre no 6 en 2000 puis Folio SF en 2003 et 2008.
Également paru en trois tomes chez Éditions du Masque, coll. Le Masque Science-fiction : 
1. L'Arme de nulle part (The Weapon from Beyond, 1967), no 62, 1977
2. Les Mondes interdits (The Closed Worlds, 1968), no 70, 1978
3. La Planète des loups (World of the Starwolves, 1968), no 79, 1978

### SérieCapitaine Futur
1. L'Empereur de l'espace, Le Bélial', 2017 ((en) The Space Emperor, 1940), trad. Pierre-Paul DurastantiRéédité sous le titre Captain Future and the Space Emperor
2. Capitaine Futur à la rescousse, Le Bélial', 2017 ((en) Calling Captain Future, 1940), trad. Pierre-Paul Durastanti
3. Le Défi, Le Bélial', 2018 ((en) Captain Future's Challenge, 1940), trad. Pierre-Paul Durastanti
4. Le Triomphe, Le Bélial', 2019 ((en) The Triumph of Captain Future, 1940), trad. Pierre-Paul DurastantiRéédité sous le titre Galaxy Mission
5. Les Sept Pierres de l'espace, Le Bélial', 2020 ((en) The Seven Space Stones, 1941), trad. Pierre-Paul Durastanti, 230 p.  (ISBN 978-2-84344-963-5)Réédité sous le titre Captain Future and the Seven Space Stones
6. La Course aux étoiles, Le Bélial', 2021 ((en) Star Trail to Glory, 1941), trad. Pierre-Paul Durastanti, 216 p.  (ISBN 978-2-84344-983-3)
7. Le Magicien de Mars, Le Bélial', 2025 ((en) The Magician of Mars, 1941), trad. Pierre-Paul Durastanti, 208 p.  (ISBN 978-2-38163-183-7)
8. (en) The Lost World of Time, 1941
9. (en) Quest Beyond the Stars, 1942
10. (en) Outlaws of the Moon, 1942
11. (en) The Comet Kings, 1942
12. (en) Planets in Peril, 1942
13. (en) The Face of the Deep, 1943
14. (en) Star of Dread, 1943
15. (en) Magic Moon, 1944

### Autres romans
- Les Rois des étoiles, 1949 - J'ai lu no 432, 1972 [{rayon fantastique, édit Gallimard et Hachette}]
- Le Retour aux étoiles, 1967 - J'ai lu no 490, 1974
- Hors de l'Univers
- La Ville sous globe
- L'Astre de vie
- La Vallée magique - Galaxie-bis no 19, 1971

### Recueil de nouvelles
- Le Dieu monstrueux de Mamurth (recueil de nouvelles chez NéO 176, sans équivalent en langue anglaise)

1. Comment est-ce là-haut ? (What's It Like Out There?), 1952
2. L'Île de déraison (The Island of Unreason), 1933
3. Le Dieu monstrueux de Marmuth (The Monster-God of Mamurth), 1926
4. Les Graines d'ailleurs (The Seeds From Outside), 1937
5. Requiem (Requiem), 1962
6. La Planète morte (The Dead Planet), 1970
7. Matériel humain (Sacrifice Hit), 1954
8. Quand on est du métier (The Pro), 1964
9. Dans l'abîme du passé (The Dark Backward), 1957
10. L'Auberge hors du monde (The Inn Outside the World), 1945

### Nouvelles publiées en français
- La Grande illusion (1936)
- La Planète morte, 1975 ((en) The Dead Planet, 1946)

## Magazines
- Adventure Comics
- Startling Stories
- Strange Adventures
- Wonder Stories (The Man Who Evolved, 1931)
- World's Finest Comics
- Weird Science
- Detective Comics
- Weird Heroes (en) (50 Years of Heroes: The Edmond Hamilton Papers)

## Personnages de comics
Les personnages de DC Comics créés à partir des histoires d'Edmond Hamilton :
- Vril Dox (Brainiac 2), cocréateurs Curt Swan et Cary Bates (en)
- Color Kid (en) (Ulu Vakk), cocréateur Curt Swan
- Nightwing
- Ayla Ranzz (en) (Lightning Lass), cocréateur John Forte (en)
- Timber Wolf (en), cocréateur John Forte
- Legion of Substitute Heroes (en), cocréateur John Forte
- Night Girl (en) (Lydda Jath), cocréateur John Forte
- Nura Nal (en) (Dream Girl), cocréateur John Forte
- Element Lad (en) (Jan Arrah), cocréateur John Forte
- Proty (en), cocréateur John Forte
- Composite Superman (en), cocréateur John Forte
- Fire Lad (it), cocréateur John Forte
- Heroes of Lallor (en), cocréateur John Forte
- Duplicate Boy (it), cocréateur John Forte
- Polar Boy (en), cocréateur John Forte
- Magnetic Kid (Pol Krinn), cocréateur John Forte
- Frankenstein (en), cocréateur Bob Kane
- Chris KL-99 (en), cocréateur John Forte
- Roxxas (it) (Kivun Roxxas), cocréateur John Forte
- Ron-Karr (en), cocréateur John Forte
- Rainbow Girl (en), cocréateur John Forte
- Space Ranger (en), cocréateurs Gardner Fox et Bob Brown (en)
- Starfinger (en), cocréateur John Forte
- Colonel Future (en)

## Séries animées
- Captain Ultra (en) (Kyaputen Urutora), 1967
- Capitaine Flam (Kyaputen Fyūchā), 1978-1979